# Anata Nashi de wa Ikite Yukenai
Singles de Berryz Kōbō
Fighting Pose wa Date ja nai!
(2004)
Anata Nashi de wa Ikite Yukenai (あなたなしでは生きてゆけない, traduction : "Je ne peux pas vivre sans toi") est le premier single du groupe de J-pop Berryz Kōbō.

## Présentation
Le single, écrit, composé et produit par Tsunku, sort le 3 mars 2004 au Japon sur le label Piccolo Town. Il atteint la 18e place du classement des ventes hebdomadaire de l'Oricon et reste classé pendant cinq semaines, se vendant à 15.315 exemplaires durant cette période. Il sort aussi deux semaines après au format "single V" (vidéo DVD).
La chanson-titre du single figurera sur le premier album du groupe, 1st Chō Berryz qui sort en juillet suivant, ainsi que sur ses compilations Special! Best Mini de 2005 et Special Best Vol.1 de 2009. Elle sera ré-enregistrée par le groupe neuf ans plus tard pour figurer sous le titre Anata Nashi de wa Ikite Yukenai (2013 Ver.) sur son neuvième album, Berryz Mansion 9 Kai de 2013.

## Formation
Membres créditées sur le single :
- Saki Shimizu
- Momoko Tsugunaga
- Chinami Tokunaga
- Māsa Sudō
- Miyabi Natsuyaki
- Maiha Ishimura
- Yurina Kumai
- Risako Sugaya

## Liste des titres
Single CD
1. Anata Nashi de wa Ikite Yukenai (あなたなしでは生きてゆけない?)
2. Berry Fields (BERRY FIELDS?)
3. Anata Nashi de wa Ikite Yukenai (Instrumental) (あなたなしでは生きてゆけない...?)

Single V (DVD)
1. Anata Nashi de wa Ikite Yukenai (あなたなしでは生きてゆけない?) (clip vidéo)
2. Anata Nashi de wa Ikite Yukenai (Dance Shot Ver.) (あなたなしでは生きてゆけない...?)
3. Making Eizo (メイキング映像?) (making of)